# Sympetrum durum
Sympetrum durum là loài chuồn chuồn trong họ Libellulidae. Loài này được Bartenev mô tả khoa học đầu tiên năm 1916.